# Ewirgol (sockenhuvudort i Kina, Xinjiang Uygur Zizhiqu, lat 42,96, long 87,66)
Ewirgol är en sockenhuvudort i Kina. Den ligger i den autonoma regionen Xinjiang, i den nordvästra delen av landet, omkring 93 kilometer söder om regionhuvudstaden Ürümqi. Antalet invånare är 8 475. Befolkningen består av 3 483 kvinnor och 4 992 män. Barn under 15 år utgör 15,0 %, vuxna 15-64 år 82 %, och äldre över 65 år 1,0 %.
Runt Ewirgol är det mycket glesbefolkat, med 4 invånare per kvadratkilometer. Det finns inga andra samhällen i närheten. Trakten runt Ewirgol är ofruktbar med lite eller ingen växtlighet.
Genomsnittlig årsnederbörd är 174 millimeter. Den regnigaste månaden är juli, med i genomsnitt 43 mm nederbörd, och den torraste är januari, med 3 mm nederbörd.